# Château des Vicaires
Le château des Vicaires (en italien : Castello dei Vicari) est un château médiéval situé au sommet de la commune de Lati dans la province de Pise en Toscane,.
Il abrite un musée pédagogique consacré à l'histoire du territoire toscan et une collection d'art et d'archéologie appelée musée Filippo Baldinucci, en l'honneur de Philippe Baldinucci, grand historien de l'art, organisateur du noyau original du cabinet d'estampes de la galerie des Offices, gouverneur de Lari des collines pisanes et de la Valdera au XVIIe siècle.
C'est peut-être le seul château médiéval-Renaissance encore habitable dans toute la province de Pise, propriété de la commune de Lari. Il fut autrefois le siège d'importantes magistratures de la république de Pise, de la république de Florence, du grand-duché de Toscane. Des procès de sorcellerie y furent également menés sous la direction de l'Inquisition romaine. Il se dresse sur une colline déjà habitée dans l’Antiquité.

## Historique

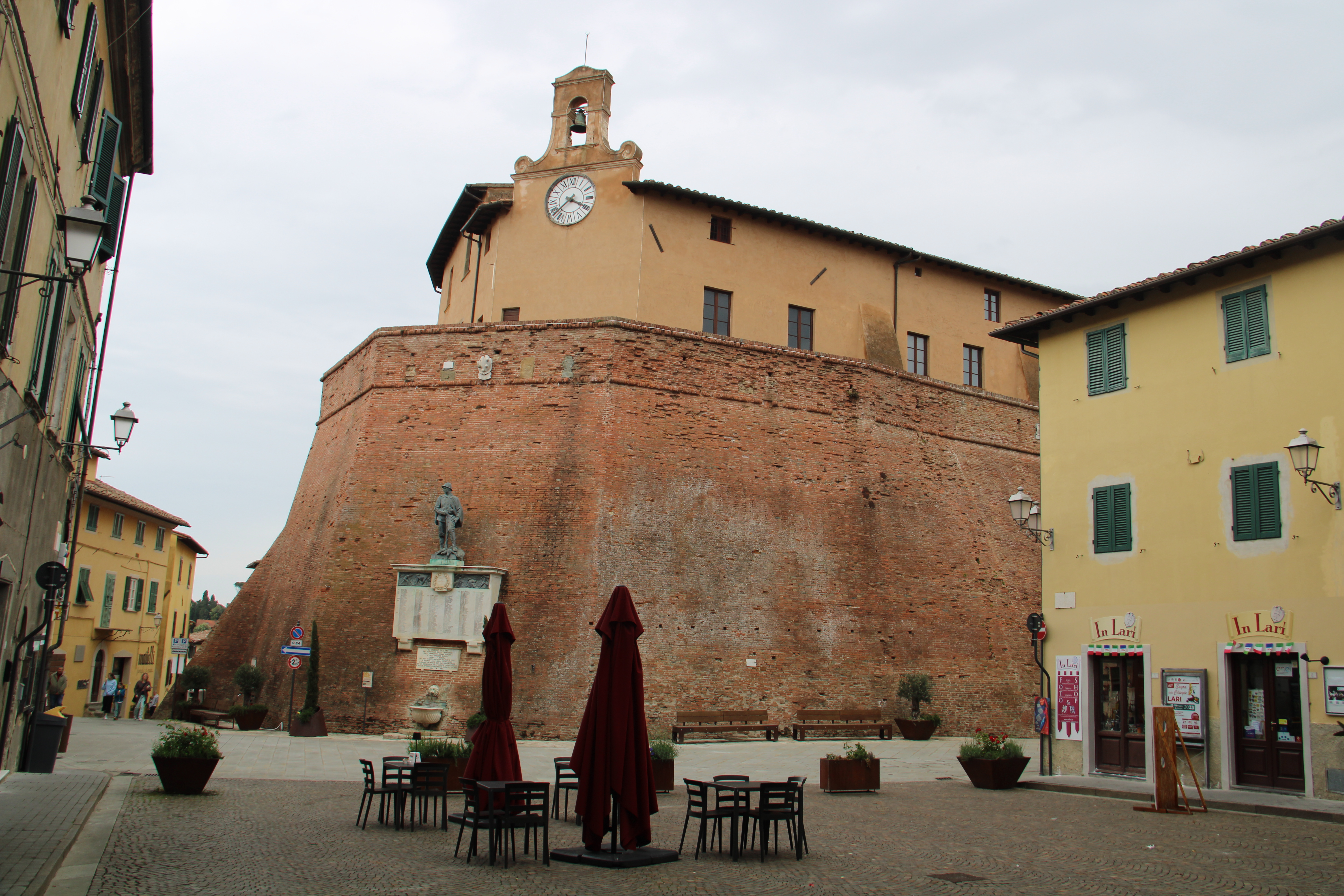
Vue de la muraille de la forteresse.

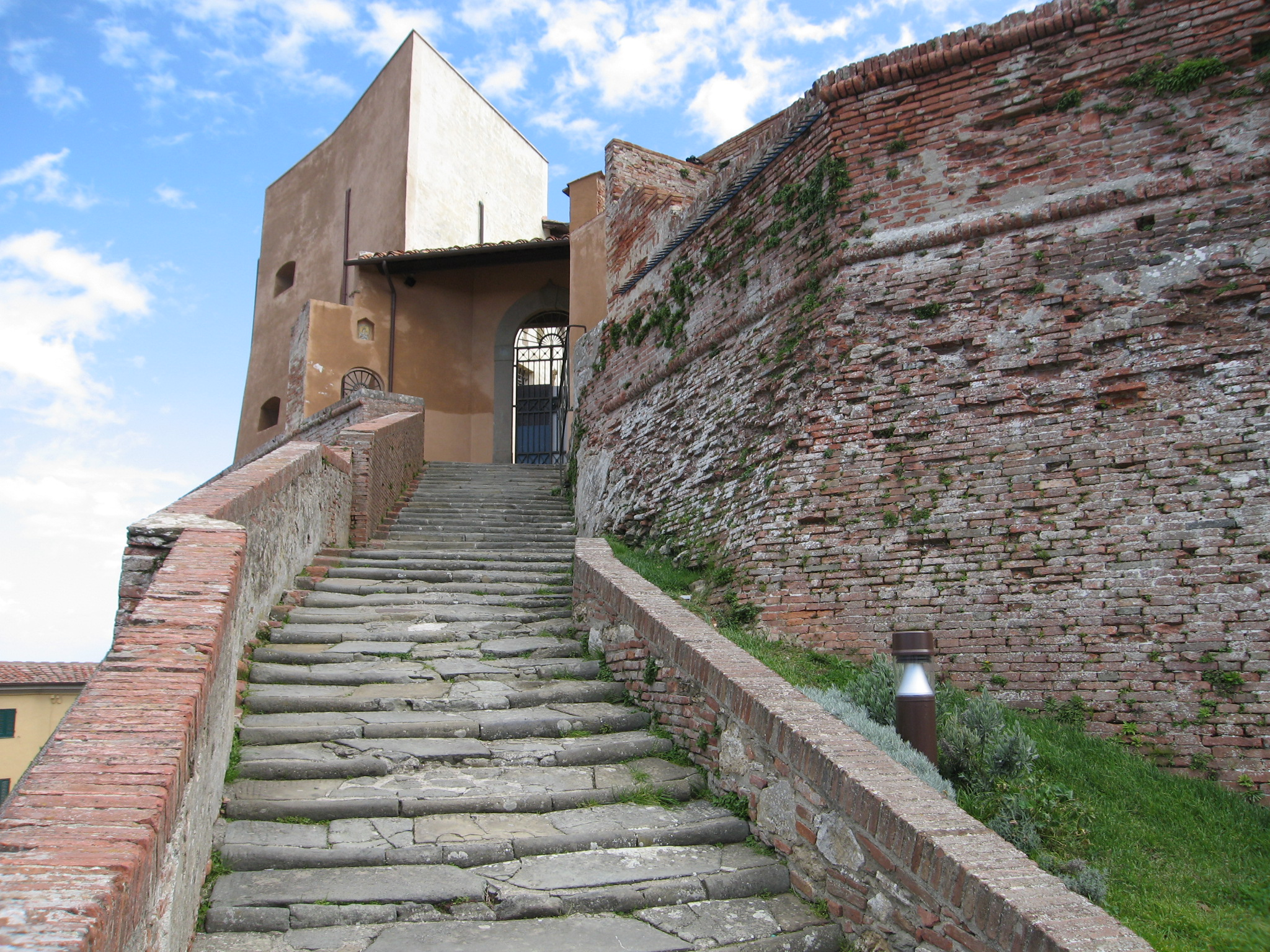
L'escalier d'entrée.

La Rocca di Lari, château peut-être déjà existant à l'époque lombarde, détruit selon certains en 1164 par les Pisans, fut reconstruit entre 1230 et 1287 par la puissante famille (d'origine lombarde) des Upezzinghi (it), se rebellant contre la municipalité de Pise. Les Upezzinghi furent ramenés à l'obéissance de la république de Pise et en 1289, grâce à l'intervention de Guido da Montefeltro, le château revint sous le contrôle de Pise.
Le château fut en partie une donation et en partie un achat de l'archidiocèse de Pise et ces derniers reçurent pendant longtemps une redevance annuelle et des cadeaux des gouverneurs du Vicariat.
Toujours en 1746, le vicaire de Lari, répondant aux questions et instructions envoyées par Pompeo Neri (it), rappela comment en 1734 un instrument de reconnaissance in dominum dudit château avait été délivré par l'archevêque pisan Guidi. De la structure datant de l'époque du gouvernement pisan, il ne reste qu'un pan de murs au sud-ouest, près du jardin du château. La structure actuelle a été construite par les Florentins en plusieurs phases.

### Les transformations des Médicis

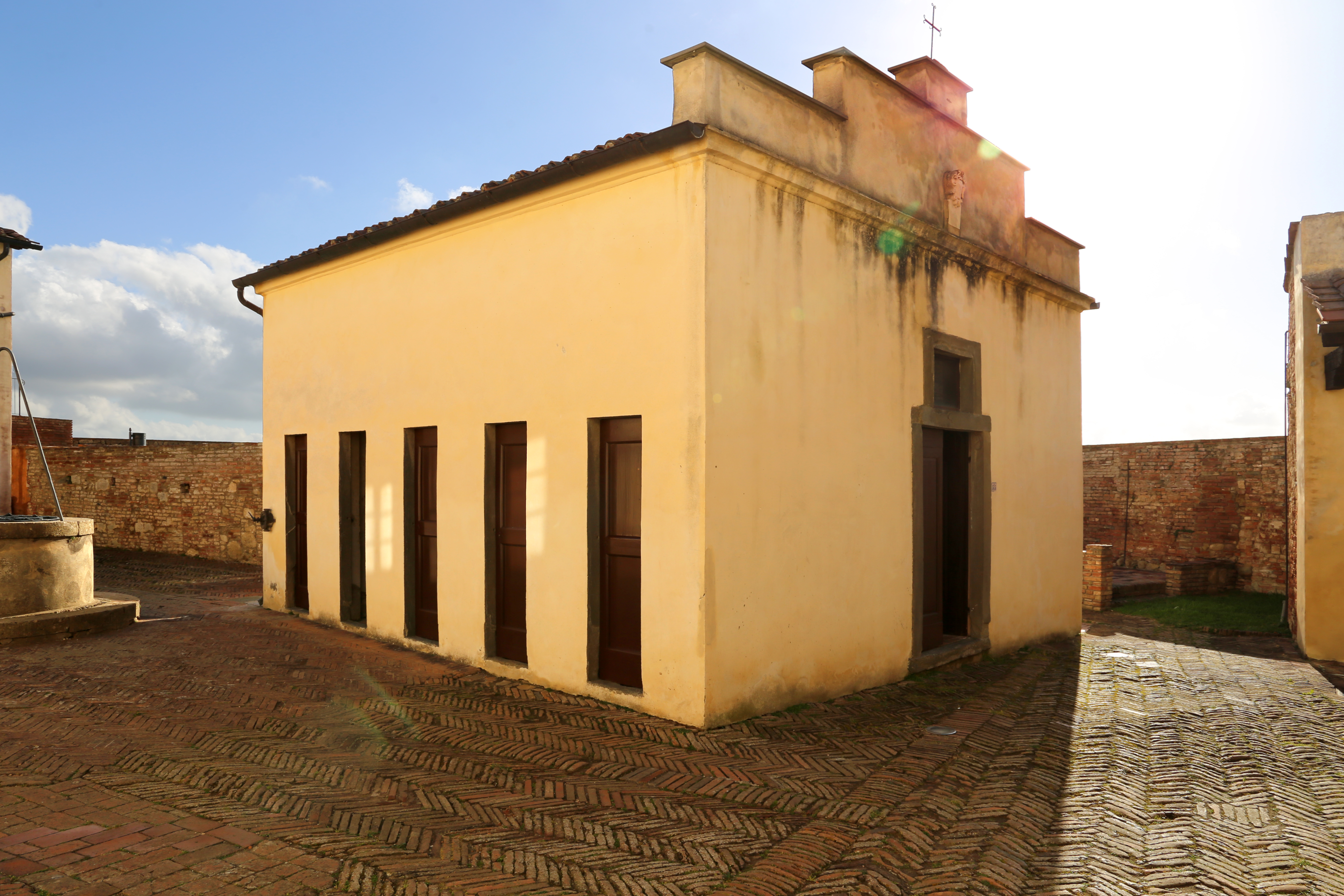
La chapelle des Vicaires.

Au XVIe siècle, le château est soumis à une imposante rénovation, visant à renforcer ses défenses, certainement affaiblies par les événements de guerre qui ont touché Lari à la fin du siècle précédent.
Les travaux se poursuivirent sous le vicariat de Bartolomeo Capponi (1525-1526). Vers 1530, d'autres travaux devinrent nécessaires, mais ne furent pas entrepris faute d'argent de la part de la Communauté de Lari. En 1559, Cosme Ier de Toscane envoya à Lari l'ingénieur David Fortini qui constata que les caves des magasins creusées sous le château rendaient la construction instable.

### Les restaurations des Habsbourg-Lorraine
En 1725, le château fut victime d'un glissement de terrain au cours duquel le fils du vicaire perdit la vie et la partie extérieure du palais des Vicaires fut détruite. La somme de 3 000 écus a été estimée pour les travaux de restauration. Un projet qui prévoyait la reconstruction de l'ensemble du complexe n'a pas été approuvé, en raison du veto de l'archevêque de Pise, qui possédait toujours des droits de propriété sur le château. Les travaux, achevés en 1775, se limitèrent à la reconstruction des parties détruites.

### La période italienne

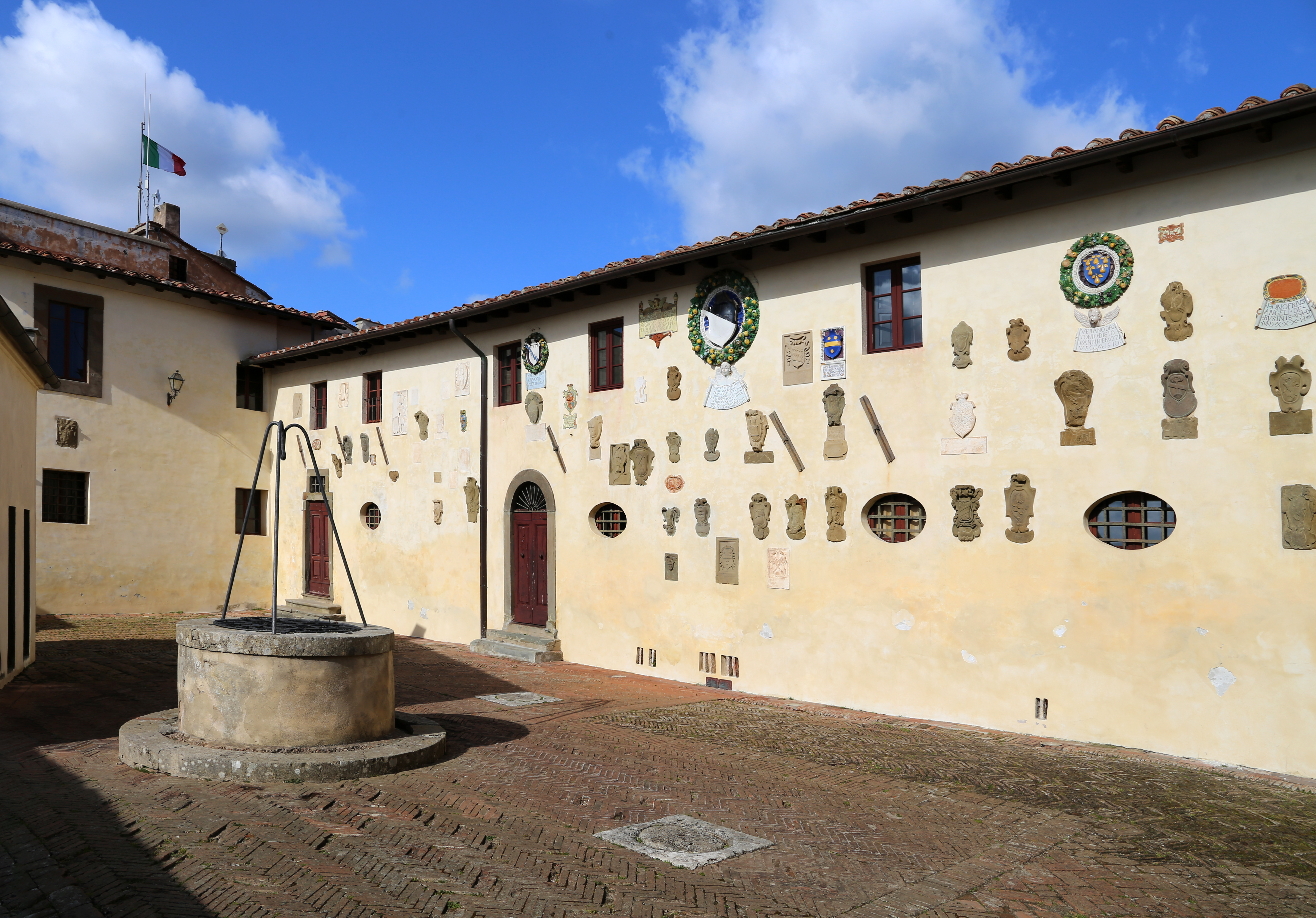
La cour intérieure et le puits.

En 1890, il était écrit que les locaux étaient destinés « à l'usage du tribunal de première instance et au logement du personnel qui y était affecté », la prison étant « spacieuse et réduite aux nouveaux systèmes pénitentiaires ». Depuis la suppression du Tribunal de première instance de Lari en 1923, le château n'exerce plus sa fonction de siège administratif et judiciaire, ses locaux ont été utilisés à diverses fins : déjà en 1924, les locaux de l'ancien Tribunal de première instance étaient loués à quelques familles qui, en essayant de les adapter à un usage résidentiel, divisèrent les couloirs et les grandes pièces, construisirent de nouveaux étages, enlevèrent les balustrades et les portails. Ainsi, jusqu'à il y a quelques années, le château de Lari apparaissait avec des changements majeurs par rapport à son aspect original. Le transfert (par libre décision de la Commune de Lari) des archives du Vicariat de Lari aux Archives de l'État de Pise remonte à la Seconde Guerre mondiale (où ils représentent aujourd'hui l'un des fonds les plus importants de cette institution).

### Le renouveau actuel

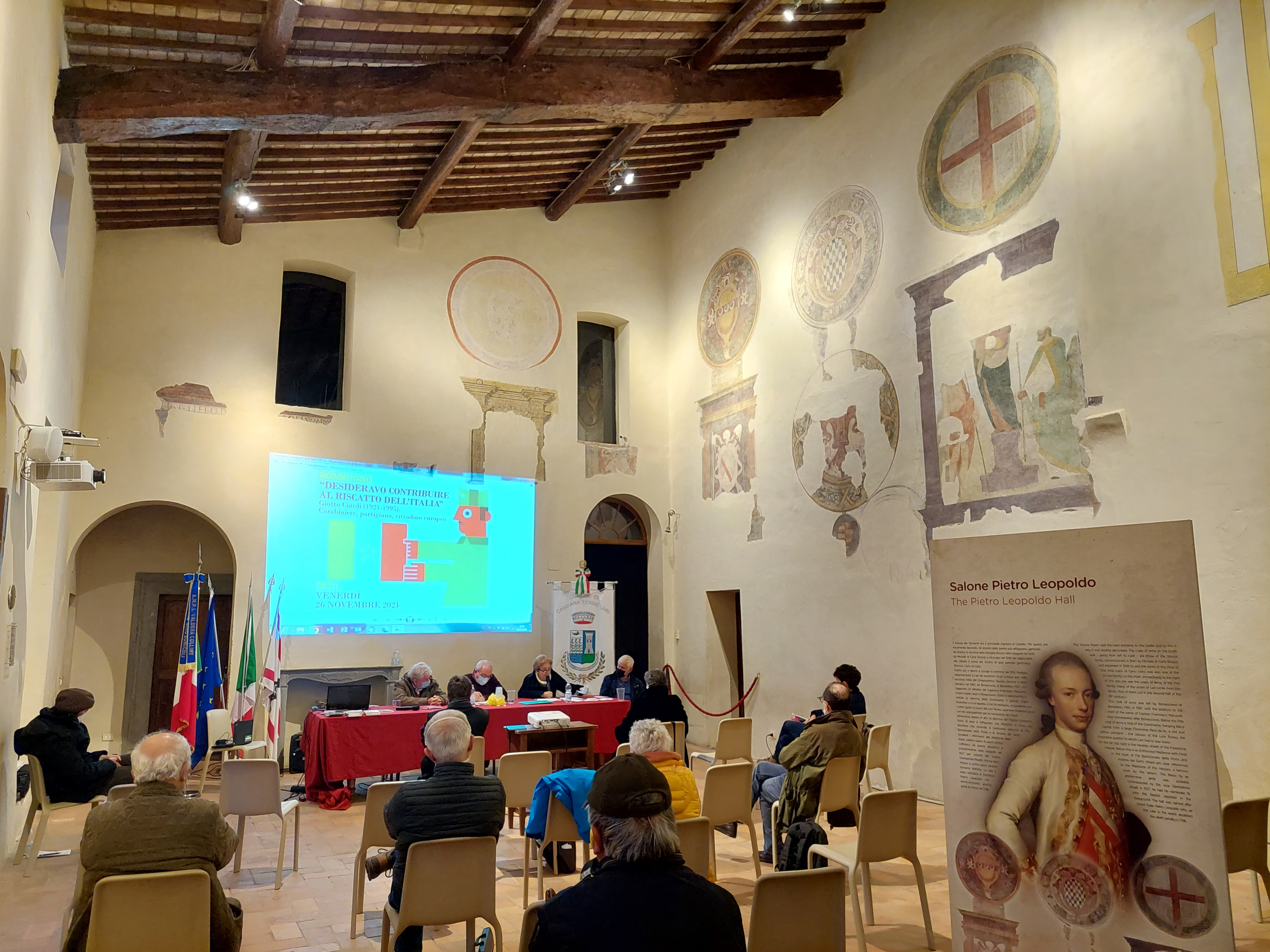
Une salle d'exposition.

Les premières tentatives de relance du château à des fins touristiques remontent aux années 1970 et 1980. Une équipe de bénévoles, soutenu par la commune, décide de faire revivre le château qui était complètement fermé au public. D'années en années, l'accessibilité de différentes pièces sont réouvertes au public par un service régulier de visite. Des expositions, des conférences et des congrès furent organisés et en peu de temps le château redevint un moteur de la renaissance économique de la ville de Lari.
Dans les années 1996-2007, grâce au financement de la Fondation Cassa di Risparmio di Pisa, l'ensemble du complexe a été restauré (y compris les armoiries et les importantes fresques gothiques, Renaissance et baroques).
On accède à la cour par un escalier d'accès. Une fois entrés dans la cour, à droite nous trouvons la chapelle des Vicaires, derrière laquelle se trouvait l'aile ouest de la forteresse, tandis qu'à gauche nous avons les prisons . En face commence le bloc central du château, connu sous le nom de Palazzo dei Cancellieri, dont la façade est constellée des armoiries des vicaires de Lari. Au centre de la cour se dresse une belle citerne où est récupérée l’eau de pluie provenant des toits des bâtiments du château. Au fond de la cour se dresse le Palazzo dei Vicari, avec une façade monumentale ornée d'armoiries.